# Boiga walli
Boiga walli е вид змия от семейство Смокообразни (Colubridae). Видът не е застрашен от изчезване.

## Разпространение и местообитание
Разпространен е в Индия (Андамански острови) и Мианмар.
Обитава гористи местности, крайбрежия и плажове.